# Трансгрессия (философия)
Трансгрессия, или трансгресс (от фр. transgression, от лат. trans — сквозь, через; gradi — идти, двигаться) — термин неклассической философии, фиксирующий феномен перехода непроходимой границы, прежде всего — границы между возможным и невозможным. Морис Бланшо определял трансгрессию как «преодоление непреодолимого предела». Одно из ключевых понятий постмодернизма.
Мишель Фуко описывал трансгрессию как акт «эксцесса, излишества, злоупотребления», которые преодолевают предел, преступают через него, нарушают его.
Впервые понятие «Aufhebung», аналогичное трансгрессии, было предложено Гегелем в «Феноменологии духа», где оно означало выход за пределы социального бытия и достижение позиции внешнего наблюдателя по отношению к рассматриваемым феноменам.
Наиболее полно понятие «трансгрессия» разработано у Жоржа Батая, который последовательно обосновывает философскую, литературную, экономическую, теологическую стратегии преодоления не только социальных запретов, культурных традиций, моральных регулятивов, но и самих условий существования мышления и чувственности в опыте «абсолютной негативности» (экстаза, безумия, оргазма, смерти).
Наличные языковые средства не способны выразить трансгрессию, трансгрессионный язык возможен лишь как «внутриязыковая трансгрессия» — трансгрессия самого языка за собственные пределы, доселе мыслившиеся непреодолимыми.